# Koningin Margrethe II-land
Het Koningin Margrethe II-land (Deens: Dronning Margrethe II Land) is een schiereiland in Nationaal park Noordoost-Groenland in het oosten van Groenland.
Het schiereiland is vernoemd naar koningin Margrethe II van Denemarken met haar 50e verjaardag.

## Geografie
Het gebied wordt in het noorden begrensd door het Besselfjord, in het noordoosten door de Store Bælt, in het oosten door de Groenlandzee, in het zuidoosten door het Hochstetter Forland, in het zuiden door het Ardencaplefjord en in het zuidwesten door het Bredefjord.
Aan de overzijde van het water ligt in het noorden het Ad. S. Jensenland, in het noordoosten Store Koldewey, in het zuidoosten Kuhn Ø en in het zuiden het C.H. Ostenfeldland.

### Gletsjers
Het gebied heeft meerdere gletsjers, waaronder de Ejnar Mikkelsengletsjer, de Stormgletsjer en de Soranergletsjer in het westen. Verder naar het westen ligt de grote L. Bistrupgletsjer.